# Мария Бернадета Баня
Мария Бернадета Баня (родена на 18 юли 1912 във Велики Гръджевац; починала на 15 декември 1941 г. в Горажде) – хърватско-унгарска монахиня от Конгрегацията Дъщерита на Божественото милосърдие, една от Дрински мъченици, Блажена на римо-католическата Църква.

## Биография
Родена дванадесета от тринадест деца в семейството и влиза в Конгрегацията на 15 август 1932 година. Насочена е към щаба на ордена в Пале. По време на Втората световна война в манастирът им е завладян от отряд сръбски четници. На 15 декември 1941 г. сестра Бернадета е убита със сестрите си: Крешенция Боянц, Антония Фабиян и Юла Иванишевич. Те са беатифицирани от папа Бенедикт XVI на 24 септември 2011 г. като Дринските мъченици.